# Stazione di Palestrina (FS)
La stazione di Palestrina è una ex fermata ferroviaria, ubicata sulla linea ferroviaria Roma-Napoli via Cassino, che fu costruita per servire la località di Palestrina. Di questa stazione rimane ancora lo stabile, posto tra la stazione di Zagarolo e quella di Labico, ma nulla esiste più della stazione, in quanto sono state completamente eliminate le banchine per i passeggeri e i binari di manovra, rimossi nei primi anni novanta. Con la chiusura della stazione, l'unico modo possibile per gli abitanti della vecchia Preneste, per poter servirsi del mezzo ferroviario e raggiungere Roma, rimane quello di usufruire della stazione della vicina Zagarolo.

## Storia
La stazione fu aperta nel 1892, in occasione dell'attivazione della variante Ciampino-Segni della ferrovia Roma-Napoli (il tracciato originario passava per Velletri). Fu chiusa nel 1990 a causa della sua scomodità, essendo situata nella frazione Valvarino ed a circa 1 km da Carchitti, piuttosto distante dal capoluogo di comune ed in aperta campagna.

## Strutture e impianti
La stazione disponeva di un fabbricato viaggiatori, di una garitta e di uno scalo merci. Questo era composto da un piano caricatore, da un magazzino e da una stadera a ponte posta sul tronchino di accesso, smantellato. Il tutto è immerso nella vegetazione comprese le due banchine per il servizio viaggiatori.